# Aldo Gandini
Aldo Gandini (Parma, 15 de noviembre de 1928-Parma, 27 de abril de 2007) fue un deportista italiano que compitió en ciclismo en la modalidad de pista. Ganó dos medallas en el Campeonato Mundial de Ciclismo en Pista, bronce en 1949 y plata en 1950.

## Medallero internacional
| Campeonato Mundial | Campeonato Mundial     | Campeonato Mundial | Campeonato Mundial         |
| Año                | Lugar                  | Medalla            | Competición                |
| ------------------ | ---------------------- | ------------------ | -------------------------- |
| 1949               | Copenhague (Dinamarca) | Medalla de bronce  | Persecución individual (A) |
| 1950               | Rocourt (Bélgica)      | Medalla de plata   | Persecución individual (A) |